# قرارداد (فیلم ۲۰۰۶)
قرارداد (انگلیسی: The Contract) فیلمی آلمانی آمریکایی در ژانر دلهره‌آور اکشن به کارگردانی بروس برسفورد است که در سال ۲۰۰۶ منتشر شد.

## بازیگران
- مورگان فریمن
- جان کیوساک
- آلیس کریج
- مگان دادز
- جاناتان هاید
- ند بلامی
- کوری جانسون
- میرچا مونرو